# Gary Sánchez
Gary Sánchez (Santo Domingo, 2 dicembre 1992) è un giocatore di baseball dominicano che gioca nel ruolo di ricevitore per i San Diego Padres della Major League Baseball (MLB).

## Carriera

### Minor League Baseball
Sánchez firmò con i New York Yankees come free agent internazionale il 2 luglio 2009, ricevendo un bonus di 3 milioni di dollari alla firma. Cominciò a giocare nel 2010 nella classe Rookie, passando nella classe A-breve a stagione in corso. Nel 2011 venne promosso in classe A e nel corso della stagione 2012 venne trasferito nella classe A-avanzata, dove giocò anche per gran parte della stagione 2013, prima di venire promosso in Doppia-A. Giocò l'intera stagione 2014 nella Doppia-A, iniziando la stagione 2015 come giocatore della Tripla-A.

### Major League Baseball
Debuttò nella MLB il 3 ottobre 2015, al Camden Yards di Baltimora contro i Baltimore Orioles; riuscendo ad entrare nel roster per i playoff. Nel 2016 iniziò la stagione nelle minor league, prima di essere richiamato nel roster principale il 3 agosto, facendo registrare la prima valida in carriera. Il 22 agosto fu premiato come giocatore della settimana dell'American League, dopo avere battuto 4 fuoricampo e mantenne una media battuta di .523. Sanchez divenne il primo giocatore nella storia della MLB con 11 fuoricampo e 31 valide nelle prime 31 gare in carriera. Alla fine del mese fu premiato come miglior rookie della AL in agosto. A fine stagione si piazzò secondo nel premio di Rookie dell'anno dell'American League, dietro a Michael Fulmer.
Nel 2017, Sánchez fu convocato per il primo All-Star Game in carriera. La sua stagione regolare si chiuse con una media battuta di .278, 33 fuoricampo e 90 RBI, venendo premiato con il suo primo Silver Slugger Award. Gli Yankees che giunsero fino alla American League Championship Series dove furono eliminati per quattro gare a tre dagli Houston Astros.
Il 13 marzo 2022, gli Yankees scambiarono Sánchez e Gio Urshela con i Minnesota Twins per Josh Donaldson, Isiah Kiner-Falefa e Ben Rortvedt.

## Palmarès
- MLB All-Star: 2

2017, 2019
- Silver Slugger Award: 1

2017
- Giocatore del mese dell'American League: 1

agosto 2016
- Rookie del mese dell'AL: 1

agosto 2016
- Giocatore della settimana dell'AL: 2

21 agosto e 28 agosto 2016